# SLC31A1
SLC31A1 (англ. Solute carrier family 31 member 1) – білок, який кодується однойменним геном, розташованим у людей на короткому плечі 9-ї хромосоми. Довжина поліпептидного ланцюга білка становить 190 амінокислот, а молекулярна маса — 21 091.
| 10         |  | 20         |  | 30         |  | 40         |  | 50         |
| ---------- |  | ---------- |  | ---------- |  | ---------- |  | ---------- |
| MDHSHHMGMS |  | YMDSNSTMQP |  | SHHHPTTSAS |  | HSHGGGDSSM |  | MMMPMTFYFG |
| FKNVELLFSG |  | LVINTAGEMA |  | GAFVAVFLLA |  | MFYEGLKIAR |  | ESLLRKSQVS |
| IRYNSMPVPG |  | PNGTILMETH |  | KTVGQQMLSF |  | PHLLQTVLHI |  | IQVVISYFLM |
| LIFMTYNGYL |  | CIAVAAGAGT |  | GYFLFSWKKA |  | VVVDITEHCH |  |            |

A: Аланін

C: Цистеїн

D: Аспарагінова кислота

E: Глутамінова кислота

F: Фенілаланін

G: Гліцин

H: Гістидин

I: Ізолейцин

K: Лізин

L: Лейцин

M: Метіонін

N: Аспарагін

P: Пролін

Q: Глутамін

R: Аргінін

S: Серин

T: Треонін

V: Валін

W: Триптофан

Кодований геном білок за функцією належить до фосфопротеїнів. 
Задіяний у таких біологічних процесах, як транспорт іонів, транспорт, транспорт міді. 
Білок має сайт для зв'язування з іоном міді. 
Локалізований у клітинній мембрані, мембрані.